# Hoboken-Verzeichnis
Las obras de Joseph Haydn están clasificadas hoy día según el sistema creado por Anthony van Hoboken y revisado y completado por Robbins Landon y su mujer Christa, que ha sido adoptado universalmente, aunque actualmente se sabe que no refleja con exactitud la cronología  la composición de las obras, criterio usado por Hoboken en el catálogo. Cada obra se identifica con una cifra romana que corresponde a la categoría, que en la mayoría de los casos corresponde con un género. Algunas categorías tienen subdivisiones, cosa que se indica con una letra minúscula. A continuación aparece un número arábigo que corresponde con el orden de la obra concreta dentro de la categoría.
- Categoría I: 108 sinfonías
- Categoría Ia: 17 oberturas
- Categoría II: 47 divertimentos a cuatro voces
- Categoría III: 83 cuartetos de cuerda
- Categoría IV: 11 divertimentos a tres voces
- Categoría V: 21 tríos para cuerdas
- Categoría VI: 6 dúos para cuerdas
- Categoría VII: conciertos: 4 para violín, 5 para violonchelo, 1 para contrabajo, 5 para trompa, 1 para trompeta, 1 para flauta travesera y 5 para "lira organizzata"
- Categoría VIII: 7 marchas
- Categoría IX: 31 danzas
- Categoría X: 12 divertimentos para baritón
- Categoría XI: 126 tríos para baritón
- Categoría XII: 24 dúos para baritón
- Categoría XIII: 3 conciertos para baritón
- Categoría XIV: 13 divertimentos para piano
- Categoría XV: 41 tríos para piano
- Categoría XVa: 3 dúos para piano
- Categoría XVI: 52 sonatas para piano
- Categoría XVII: 12 piezas para piano
- Categoría XVIIa: 2 piezas para piano a cuatro manos
- Categoría XVIII: 11 conciertos para piano
- Categoría XIX: 32 piezas para reloj mecánico
- Categoría XX: 4 versiones de Las siete últimas palabras de Cristo en la cruz
- Categoría XXa: 1 Stabat Mater
- Categoría XXI: 3 oratorios
- Categoría XXII: 14 misas
- Categoría XXIIa: 21 Requiem
- Categoría XXIIb: 1 Libera me
- Categoría XXIII: 8 motetes, 6 antífonas, 6 te deum, 3 arias
- Categoría XXIV: 11 cantatas con orquesta, 23 arias con orquesta
- Categoría XXV: 2 dúos, 5 tríos, 9 cuartetos
- Categoría XXVI: 48 lieder con piano, 4 cantatas con instrumentos
- Categoría XXVII: 10 cánones religiosos, 47 cánones profanos
- Categoría XXVIII: 13 óperas
- Categoría XXIX: 5 óperas para marionetas, 3 singspiele
- Categoría XXX: 5 piezas de música de escena
- Categoría XXXI: 273 arreglos de canciones escocesas, 61 arreglos de canciones galesas, 17 arreglos de otras canciones
- Categoría XXXII: 4 pasticcios

De algunas de sus obras se dispone del autógrafo manuscrito, pero en la mayor parte de los casos solo se conservan copias. Algunas de las obras son de origen dudoso, posiblemente apócrifo. A medida que crecía su fama, los editores y copistas tenían menos miramientos a la hora de difundir bajo su nombre obras de otros autores menos conocidos. Los estudios críticos del siglo XX han permitido restablecer la auténtica paternidad de estas obras.
Varias composiciones que se citan en el catálogo o que son completamente desconocidas han desaparecido; probablemente fueron destruidas por los incendios que sufrieron el castillo de Eszterháza y la casa del compositor.
- Datos: Q739093